# Louis Abernathy y Temple Abernathy

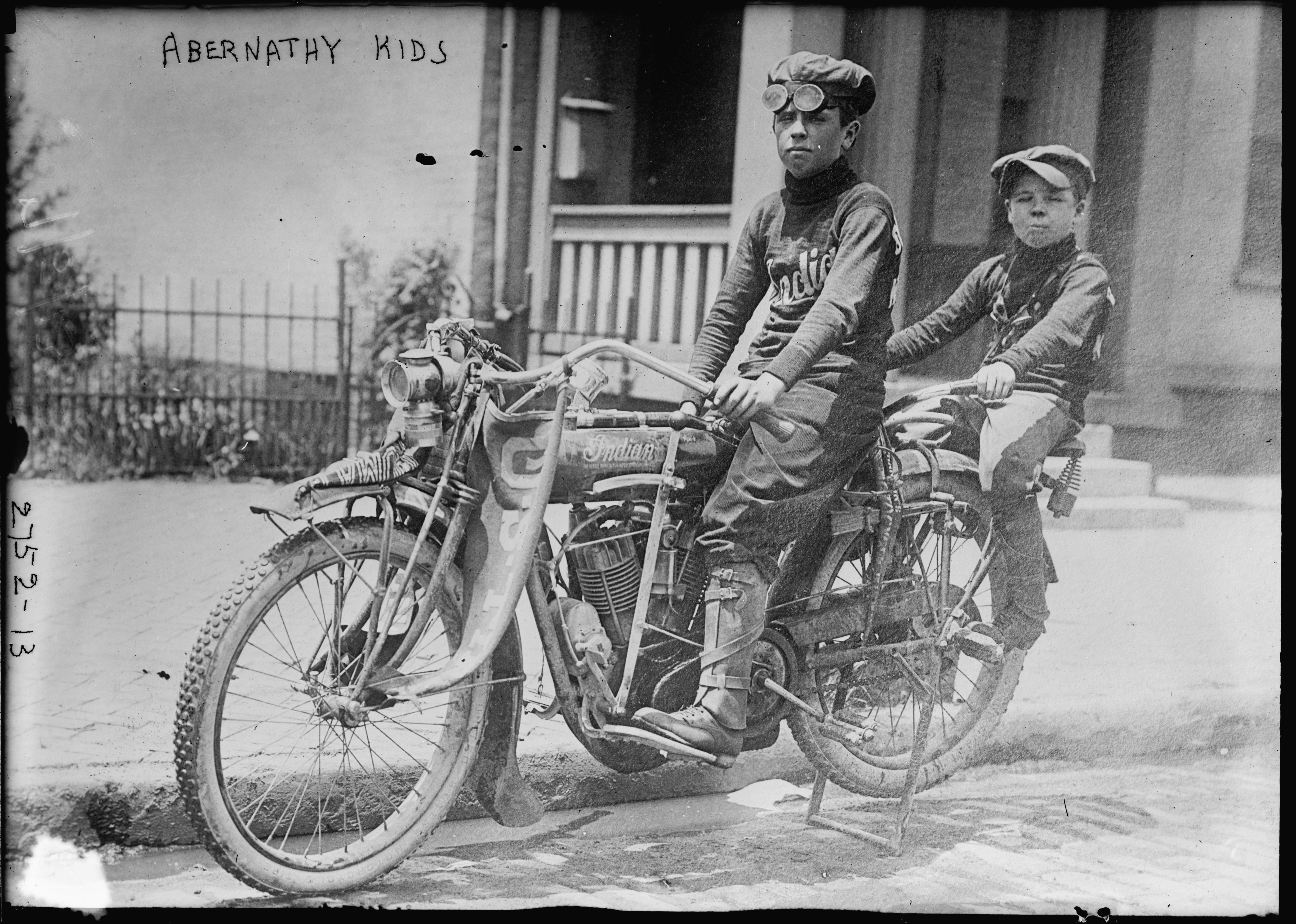
Ambos hermanos en la motocicleta Indian.

Louis "Bud" Abernathy (17 de diciembre de 1899 – 6 de marzo de 1979) y Temple "Temp" Abernathy (25 de marzo de 1904 – 10 de diciembre de 1986) fueron dos hermanos de Oklahoma conocidos por realizar varios viajes largos a través de los Estados Unidos sin la supervisión de un adulto durante su infancia.

## Primeros años y viajes

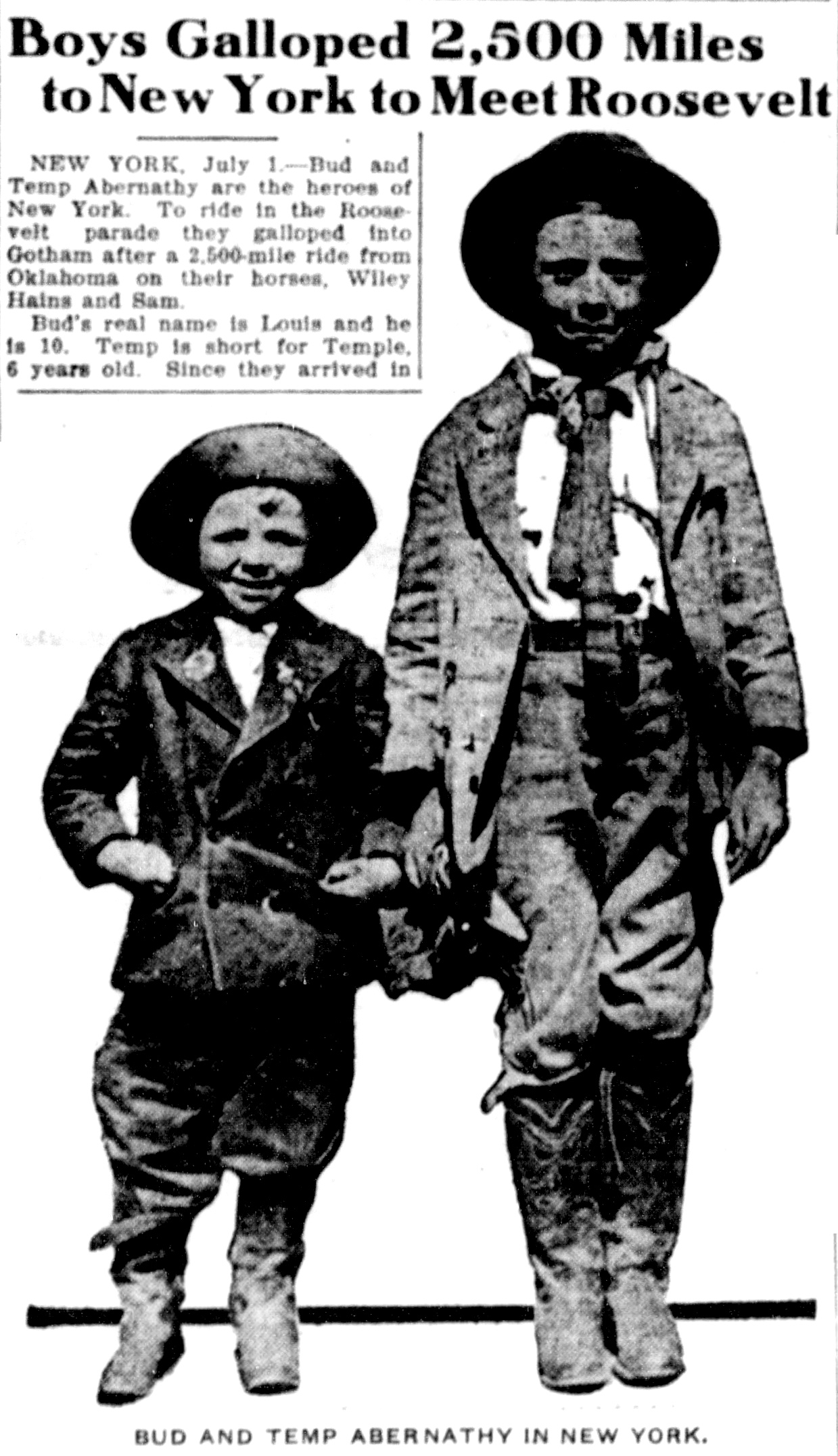
Un artículo de periódico contemporáneo publicado después de su viaje de 1910.

Hijos del vaquero y alguacil estadounidense Jack Abernathy, comenzaron sus aventuras a corta edad:
- En 1909, cabalgaron desde Frederick, Oklahoma, hasta Santa Fe, Nuevo México y regresaron. Bud tenía 9 años y Temp solo 5.[2]
- En 1910, viajaron solos a Nueva York para recibir al expresidente Theodore Roosevelt tras su gira por África y Europa. Allí compraron un Brush Motor Car que condujeron de regreso a Oklahoma.
- En 1911, intentaron cabalgar de Nueva York a San Francisco en menos de 60 días para ganar un premio de 10.000 dólares. Aunque lo hicieron en 62 días y no ganaron, establecieron un récord.
- En 1913, realizaron un viaje en una motocicleta Indian desde Oklahoma hasta Nueva York, junto a su hermanastro Anton. Esta fue su última aventura documentada.

## Vida posterior
Bud estudió Derecho en la Universidad de Oklahoma y trabajó como abogado en Wichita Falls, Texas. Falleció en Austin en 1979.
Temp trabajó en la industria del petróleo y el gas natural, y falleció en Teague, Texas, en 1986.

## Legado
Aunque fueron celebridades en su época, hoy son poco recordados. La ciudad de Frederick, Oklahoma, celebra sus hazañas anualmente, les dedicó una estatua y promueve su memoria a través de su Cámara de Comercio.